# Henry Dudeney
Henry Ernest Dudeney (født 10. april 1857, død 23. april 1930) var en engelsk forfatter og matematiker, der var specialiseret i logiske puslespil og matematikspil. Han er et af landets mest kendte skabere af matematikspil.